# Operazione Kazan'
L'operazione Kazan' (in russo Казанская операция?, Kazanskaja operacija) è stata un'offensiva dell'Armata Rossa contro la Legione cecoslovacca e l'Esercito popolare del Komuč durante la guerra civile russa tra il 5 ed il 10 settembre 1918.
Nel mese di agosto 1918, la Legione cecoslovacca occupò Kazan' . Le forze bolsceviche furono sconfitte e disperse fuori da Kazan'. I Bianchi uccisero il resto del bolscevichi in città.
All'inizio dell'operazione, l'Armata Rossa era composta come segue: a ovest di Kazan: 5ª Armata del Fronte orientale sotto il comando di Pëtr Slaven, Flotta del Volga sotto Fëdor Raskol'nikov; a est di Kazan': ad Arsk il gruppo della 2ª Armata sotto Woldemar Azin. Ad essa si opponevano la legione cecoslovacca e l'Esercito popolare del Komuč sotto A.P. Stepanov.
Il 7 settembre, il fianco destro del gruppo della 5ª Armata con il sostegno della flotta raggiunse la riva del Volga e circondò Kazan' sotto il comando di Oslan Hill. Il gruppo al fianco sinistro raggiunse la foce del fiume Kazanka. Quello stesso giorno il gruppo di Arsk prese Kinderle e Klyki, villaggi a est di Kazan'. Il 9 settembre, marinai e fanti da sbarco sotto il comando di Nikolaj Markin formarono una "testa di ponte" su una spiaggia ad ovest di Kazan. In quel giorno l'ala sinistra e il gruppo di Arsk posero Kazan' in stato di assedio. Il 10 settembre, dopo una vera e propria tempesta di fuoco da tre direzioni, Kazan' venne finalmente presa sotto il controllo bolscevico.
La maggior parte dei bianchi erano fuggiti su barche a vela lungo il Volga.
Prima della controffensiva cecoslovacca, i bolscevichi cercarono di trafugare le riserve auree, tenute nella Banca di Kazan', ma a causa della velocità dell'offensiva dei cecoslovacchi non ebbero il tempo per farlo. Tuttavia, i Bianchi al loro ritorno trovarono le riserve auree scomparse. Il percorso dell'oro è una questione su cui si è molto ricercato e speculato.